# شماکی (استان پودلاسکی)
شماکی (به لهستانی:  Szymaki) یک روستا در لهستان است که در گمینا کوژنگتسا واقع شده‌است.